# Сидоров, Роман Викторович
Роман Викторович Сидоров (14 февраля 1977, Новосибирск, Новосибирская область, СССР — 14 августа 1999, возле села Тандо, Ботлихский район, Дагестан, Россия, похоронен в Новосибирске) — гвардии лейтенант ВС РФ, участник Второй чеченской войны, Герой Российской Федерации (1999, посмертно). Командир разведывательного взвода 136-й отдельной гвардейской Уманско-Берлинской Краснознамённой орденов Суворова, Кутузова и Богдана Хмельницкого мотострелковой бригады Северо-Кавказского военного округа.

## Биография
Родился 14 февраля 1977 года в Новосибирске. Русский. В 1994 году окончил местную среднюю школу № 136, после чего поступил в Новосибирский военный институт, который окончил в 1999 году.
Командовал разведывательным взводом в мотострелковых войсках. Участник второй чеченской войны.
14 августа 1999 года попал в засаду в районе села Тандо при сопровождении боевой машины пехоты с раненными, БМП получила прямые попадания нескольких гранат. Взрывом лейтенанту оторвало (по другим данным, перебило) обе ноги, но открыл ответный огонь по позициям боевиков. Под его прикрытием бойцы успели эвакуировать и укрыть уцелевших раненых, занять позиции и вступить в бой с боевиками. Роман Сидоров погиб в горящей БМП.
Похоронен на родине, в городе Новосибирске на Кудряшовском кладбище.
Указом Президента Российской Федерации № 1183 от 9 сентября 1999 года за мужество и героизм, проявленные при выполнении воинского долга в Северо-Кавказском регионе гвардии лейтенанту Сидорову Роману Викторовичу посмертно присвоено звание Героя Российской Федерации с вручением родным Героя медали «Золотая звезда» (№ 479).
В 2000 году Приказом Министра обороны Российской Федерации Герой России Роман Сидоров навечно зачислен в списки личного состава Новосибирского военного института. На территории института установлен памятник Герою. На доме, в котором жил Герой, установлена мемориальная доска.